# 松田氏冬青
松田氏冬青（学名：Ilex lonicerifolia var. matsudae）为冬青科冬青属下的一个变种。

## 扩展阅读
- 維基物種上的相關：松田氏冬青